# Степанян, Ваге Варданович
Ваге Варданович Степанян (арм. Ստեփանյան Վահե Վարդանի, 6 апреля 1948, Степанакерт, НКАО, Азербайджанская ССР, СССР) — армянский юрист и государственный деятель.
- 1972 — окончил юридический факультет Ереванского государственного университета, служил в армии.
- 1973—1976 — учился в аспирантуре НИИ советского права министерства юстиции СССР.
- 1976 — защитил диссертацию в Москве и получил степень кандидата юридических наук.
- С 1977 — работал в институте философии и права НА Армянской ССР.
- 1988 — защитил докторскую диссертацию, получив степень доктора юридических наук.
- 1990—1996 — был министром юстиции Армении.
- 1990—1995 — заместитель председателя конституционной комиссии верховного совета Армении.
- 1996—1997 — был заместителем председателя Конституционного суда Армении.
- С 1998 — работал в НАН института философии и права, а также в Ереванском университете им. Грачья Аджаряна.
- 1996—2002 — был председателем следовательной комиссии юридического факультета ЕГУ.
- 2006—2011 — работал в аппарате Защитника Прав Человека Республики Армения, как руководитель аппарата.
- С 2013 — член совета правосудия.
- Член совета юридического факультета ЕГУ (1999).
- Председатель совета присвоения научной степени.

## Другие данные
- Супруга — Гаяне Арутюнян.
- Сын

## Статьи
- Обсуждение проблем системы советского законодательства (1974)
- Выражение интересов общества и личности в социалистическом праве (1986)
- Теоретические проблемы правообразования (1986).
- Социальная справедливость и социалогическое право (1987).
- Конституционное следствие (1997).
- Անհատական իրավագիտակցության դերը սոցիալական, հասարակական իրավագիտակցության ձևավորման, զարգացման և գործառության պրոցեսում (1997)
- Իշխանությունների տարանջատումը և սահմանադրական վերահսկողությունը (2001)
- Հայաստանի Հանրապետության քաղաքական համակարգը (2001)
- Հայաստանի Հանրապետության սահմանադրական իրավունք (2001)